# N1-Methylpseudouridin
N1-Methylpseudouridin (abgekürzt m1Ψ) ist ein synthetisches Nukleosid aus der Gruppe der Pyrimidine. Es wird in der Biochemie und Molekularbiologie bei der In-vitro-Transkription verwendet und kommt in den COVID-19-Impfstoffen Tozinameran und Elasomeran vor.

## Eigenschaften
N1-Methylpseudouridin ist das methylierte Derivat des Pseudouridins. Es wird in der In-vitro-Transkription unter anderem zur Herstellung von RNA-Impfstoffen verwendet, da im Vergleich zu Uridin und Analoga bei einer Anwendung in Wirbeltieren deutlich weniger Aktivierung der angeborenen Immunantwort auftritt. Gleichzeitig ist die Translation stärker. Bei der Proteinbiosynthese wird es wie Uridin gelesen und ermöglicht vergleichsweise hohe Ausbeuten an Protein. Im Jahr 2016 wurde eine vereinfachte Synthese publiziert.